# Ludovico Bidoglio
Ludovico Bidoglio (ur. 5 lutego 1900 w Buenos Aires, zm. 25 grudnia 1970) – argentyński piłkarz noszący przydomek Vico, obrońca.

## Życiorys
Urodzony w Buenos Aires Bidoglio rozpoczął karierę piłkarską w 1916 roku w klubie CS Palermo. Początkowo grał jako napastnik. W jednym z meczów, gdy jeden z obrońców został kontuzjowany, zastąpił go Bidoglio. Odtąd etatowo grał w obronie i nigdy już nie zagrał jako napastnik.
Z powodu eleganckiego stylu gry, zupełnie odmiennego od twardej i bezwzględnej gry innych obrońców, Bidoglio przyciągnął uwagę prasy i kibiców. Niebawem uznany został za jednego z najlepszych obrońców argentyńskich swoich czasów.
Po trzech latach gry w klubie Eureka Buenos Aires w latach 1918–1921 Bidoglio w 1922 roku zadebiutował w klubie Boca Juniors – pierwszy mecz w barwach Boca zagrał przeciwko CA Independiente. W 1923 roku razem z Boca Juniors zdobył swój pierwszy tytuł mistrza Argentyny
Jako gracz klubu Boca Juniors wziął udział w turnieju Copa América 1923, gdzie Argentyna została wicemistrzem Ameryki Południowej. Bidoglio zagrał we wszystkich trzech meczach – z Paragwajem, Brazylią i Urugwajem.
Rok później wziął udział w turnieju Copa América 1924, gdzie Argentyna ponownie została wicemistrzem Ameryki Południowej. Bidoglio zagrał we wszystkich trzech meczach – z Paragwajem, Chile i Urugwajem. W tym samym roku wraz ze swym klubem po raz drugi został mistrzem Argentyny.
Wciąż jako piłkarz Boca Juniors wziął udział w turnieju Copa América 1925, gdzie Argentyna zdobyła mistrzostwo Ameryki Południowej. Bidoglio zagrał we wszystkich czterech meczach – dwóch z Paragwajem i dwóch z Brazylią.
W następnym roku podczas turnieju Copa América 1926 Bidoglio trzeci raz w swej karierze został wicemistrzem Ameryki Południowej. Zagrał we wszystkich czterech meczach – z Boliwią, Paragwajem, Urugwajem i Chile. W kraju w 1926 roku sięgnął po trzeci w swej karierze tytuł mistrza Argentyny.
Nadal jako gracz Boca Juniors Bidoglio wziął udział w turnieju Copa América 1927, gdzie drugi raz w swej karierze zdobył mistrzostwo Ameryki Południowej. Zagrał we wszystkich trzech meczach – z Boliwią, Urugwajem i Peru. W tym samym roku Bidoglio razem z Boca Juniors zdobył swój pierwszy tytuł wicemistrza Argentyny.
Rok później wziął udział w Igrzyskach Olimpijskich w 1928 roku, gdzie Argentyna zdobyła srebrny medal. Bidoglio zagrał we wszystkich pięciu meczach – z USA, Belgią, Egiptem i w dwóch finałowych spotkaniach z Urugwajem. W 1928 roku Bidoglio ostatni raz przywdziewał reprezentacyjną koszulkę – łącznie w reprezentacji zagrał w 34 meczach. W lidze natomiast Bidoglio drugi raz z rzędu został wicemistrzem Argentyny. Po trzeci tytuł wicemistrzowski sięgnął w 1929 roku, a w 1930 czwarty raz w swojej karierze został mistrzem kraju.
Bidoglio niespodziewanie zakończył karierę w 1931 roku – podczas meczu z Estudiantes La Plata zderzył się z Alberto Zozayą, odnosząc ciężką kontuzję. Zniesiony został z boiska, na które już nigdy nie powrócił. W tym samym sezonie jego klub zdobył pierwsze zawodowe mistrzostwo Argentyny, a Bidoglio, który zdążył rozegrać w tym sezonie 16 meczów i zdobyć jedną bramkę, miał w tym sukcesie swój udział. Jednocześnie był to jego piąty tytuł mistrza kraju.
Słynący z finezyjnej techniki Bidoglio uważany jest za protoplastę funkcji libero. Jako znakomity drybler potrafił wydostać się z piłką z największego tłoku na swoim polu karnym.
Po zakończeniu kariery piłkarskiej aż do swej śmierci w 1970 roku pracował jako elektryk.

## Sukcesy
| Sezon | Drużyna      | Tytuł                          |
| ----- | ------------ | ------------------------------ |
| 1923  | Argentyna    | Wicemistrz Ameryki Południowej |
| 1923  | Boca Juniors | Mistrz Argentyny (AAF)         |
| 1924  | Argentyna    | Wicemistrz Ameryki Południowej |
| 1924  | Boca Juniors | Mistrz Argentyny (AAF)         |
| 1925  | Argentyna    | Mistrz Ameryki Południowej     |
| 1926  | Argentyna    | Wicemistrz Ameryki Południowej |
| 1926  | Boca Juniors | Mistrz Argentyny (AAF)         |
| 1927  | Argentyna    | Mistrz Ameryki Południowej     |
| 1927  | Boca Juniors | Wicemistrz Argentyny           |
| 1928  | Argentyna    | Srebrny medalista olimpijski   |
| 1929  | Boca Juniors | Wicemistrz Argentyny           |
| 1930  | Boca Juniors | Mistrz Argentyny               |
| 1931  | Boca Juniors | Mistrz Argentyny               |